# Csepel D-344
Csepel D-344 – węgierski samochód ciężarowy. Była to produkowana od 1961 roku wersja wojskowa samochodu Csepel D-450. Podstawową różnicą było zastosowanie napędu na wszystkie koła. Csepel D-344 był napędzany czterocylindrowym silnikiem wysokoprężnym Csepel D-414h o mocy 100 kW przy 2300 obr./min.

## Dane taktyczno-techniczne
- Masa:
  - własna: 5400 kg
  - całkowita: 8400 kg
- Prześwit: 0,27 m
- Rozstaw kół: 1,78/1,72 m
- Rozstaw osi: 3,75 m
- Ogumienie: 9.00x20